# Claus Jensen
Claus Jensen, född 29 april 1977 i Nykøbing Falster, är en före detta dansk fotbollsspelare. Hans sista klubb blev Fulham FC i engelska Premier League, där han spelade mittfältare. Jensen spelade för Danmarks landslag vid VM 2002 och EM 2004. Jensen har totalt gjort 8 mål för Danmark. Han hade tröjnummer 16 i Fulham.